# Leather Jacket Love Story
Leather Jacket Love Story è un film del 1997 diretto da David DeCoteau.

## Trama
Il diciottenne Kyle, aspirante poeta, stanco della sua vita superficiale e dei suoi amici di West Hollywood, decide di trasferirsi nell'area Silver Lake di Los Angeles. Poco dopo essersi trasferito fa conoscenza con Mike, un motociclista trentenne con il quale inizia una storia d'amore.